# Sveriges finansminister
Sveriges finansminister, formellt Statsråd och chef för Finansdepartementet, är ett av statsråden som sedan 1975 utses av statsministern och ingår i Sveriges regering. Finansministern leder Finansdepartementet (Fi) och ingår således i den grupp av regeringsledamöter som också är departementschefer. Departementets högsta tjänsteman och ministerns närmsta rådgivare är den politiskt tillsatta statssekreteraren.
Sedan 18 oktober 2022 är moderaten Elisabeth Svantesson finansminister i Sverige. 
Finansministern ansvarar för frågorna som rör rikets finanser och ekonomi. Detta arbete görs främst via den statsbudget som läggs fram inför Riksdagen varje höst. Denna budgetproposition kallas i dagligt tal för nådiga luntan. 
Under frihetstiden motsvarades finansministern av en statssekreterare (se till exempel Erik Ruuth). Gunnar Sträng är den som innehaft ämbetet längst, 21 år och 25 dagar, från 1955 till 1976.

## Lista över Sveriges finansministrar

### Finansministrar 1840–1976
| Namn             | Namn                      | Bild | Födelse                                                         | Tillträde         | Frånträde                  | Död                                                  | Politisk tillhörighet     | Regering           |
| ---------------- | ------------------------- | ---- | --------------------------------------------------------------- | ----------------- | -------------------------- | ---------------------------------------------------- | ------------------------- | ------------------ |
|                  | Johan Didrik af Wingård   |      | 14 november 1778 i Stockholm                                    | 16 maj 1840       | 29 december 1842           | 21 februari 1854                                     | Opolitisk                 | M. Posse I         |
| Törnebladh       | Johan Didrik af Wingård   |      | 14 november 1778 i Stockholm                                    | 16 maj 1840       | 29 december 1842           | 21 februari 1854                                     | Opolitisk                 |                    |
|                  | Sven Munthe               |      | 11 april 1787 i Karlshamn i Blekinge                            | 29 december 1842  | 10 april 1848              | 15 april 1873 i Stockholm                            | Opolitisk                 |                    |
| Gyllenhaal       | Sven Munthe               |      | 11 april 1787 i Karlshamn i Blekinge                            | 29 december 1842  | 10 april 1848              | 15 april 1873 i Stockholm                            | Opolitisk                 |                    |
| Nordenfalk       | Sven Munthe               |      | 11 april 1787 i Karlshamn i Blekinge                            | 29 december 1842  | 10 april 1848              | 15 april 1873 i Stockholm                            | Opolitisk                 |                    |
| M. Posse II      | Sven Munthe               |      | 11 april 1787 i Karlshamn i Blekinge                            | 29 december 1842  | 10 april 1848              | 15 april 1873 i Stockholm                            | Opolitisk                 |                    |
|                  | Anders Peter Sandströmer  |      | 4 oktober 1804 i Stockholm                                      | 10 april 1848     | 7 januari 1851             | 1 december 1857 i Linköping i Östergötland           | Opolitisk                 | Sparre             |
|                  | Johan August Gripenstedt  |      | 11 augusti 1813 i tyska Holstein                                | 10 januari 1851   | 21 oktober 1851            |                                                      | Opolitisk                 | Sparre             |
|                  | Otto Palmstierna          |      | 27 november 1790 på Årebergs bruk i Västergötland               | 21 oktober 1851   | 28 maj 1856                | 19 november 1878 i Stockholm                         | Opolitisk                 | Sparre             |
|                  | Johan August Gripenstedt  |      |                                                                 | 28 maj 1856       | 4 juli 1866                | 13 juli 1874 i Stockholm                             | Opolitisk                 | Sparre             |
| Günther          | Johan August Gripenstedt  |      |                                                                 | 28 maj 1856       | 4 juli 1866                | 13 juli 1874 i Stockholm                             | Opolitisk                 |                    |
| De Geer d.ä. I   | Johan August Gripenstedt  |      |                                                                 | 28 maj 1856       | 4 juli 1866                | 13 juli 1874 i Stockholm                             | Opolitisk                 |                    |
|                  | Gustaf Lagercrantz        |      | 10 juli 1816 i Skå utanför Stockholm                            | 4 september 1866  | 31 maj 1867                | 15 oktober 1867 i Stockholm                          | Opolitisk                 |                    |
|                  | Gustaf af Ugglas          |      | 14 september 1820 i Forsmark i Östhammar i Uppland              | 23 augusti 1867   | 12 maj 1870                | 20 februari 1895 i Stockholm                         | Opolitisk                 |                    |
|                  | Carl Fredrik Wærn         |      | 15 januari 1819 i Göteborg                                      | 3 juni 1870       | 28 september 1874          | 31 oktober 1899 i Baldersnäs i Bengtsfors i Dalsland | Opolitisk                 | Adlercreutz        |
| Carleson         | Carl Fredrik Wærn         |      | 15 januari 1819 i Göteborg                                      | 3 juni 1870       | 28 september 1874          | 31 oktober 1899 i Baldersnäs i Bengtsfors i Dalsland | Opolitisk                 |                    |
|                  | Gustaf Åkerhielm          |      | 24 juni 1833 i Stockholm                                        | 28 september 1874 | 11 maj 1875                | 2 april 1900 i Stockholm                             | Opolitisk                 |                    |
|                  | Hans Forssell             |      | 14 januari 1843 i Gävle i Gästrikland                           | 11 maj 1875       | 7 december 1880            | 2 augusti 1901 i schweiziska Graubünden              | Opolitisk                 | De Geer d.ä. II    |
| De Geer d.ä. III | Hans Forssell             |      | 14 januari 1843 i Gävle i Gästrikland                           | 11 maj 1875       | 7 december 1880            | 2 augusti 1901 i schweiziska Graubünden              | Opolitisk                 |                    |
| Posse            | Hans Forssell             |      | 14 januari 1843 i Gävle i Gästrikland                           | 11 maj 1875       | 7 december 1880            | 2 augusti 1901 i schweiziska Graubünden              | Opolitisk                 |                    |
|                  | Arvid Posse               |      | 15 februari 1820 på Rosendals slott utanför Helsingborg i Skåne | 7 december 1880   | 8 mars 1881                | 24 april 1901 i Stockholm                            | Lantmannapartiet          |                    |
|                  | Robert Themptander        |      | 14 februari 1844 i Stockholm                                    | 8 mars 1881       | 28 maj 1886                | 30 januari 1897 i Stockholm                          | Oberoende liberal         |                    |
| Thyselius        | Robert Themptander        |      | 14 februari 1844 i Stockholm                                    | 8 mars 1881       | 28 maj 1886                | 30 januari 1897 i Stockholm                          | Oberoende liberal         |                    |
| Themptander      | Robert Themptander        |      | 14 februari 1844 i Stockholm                                    | 8 mars 1881       | 28 maj 1886                | 30 januari 1897 i Stockholm                          | Oberoende liberal         |                    |
|                  | Claës Gustaf Adolf Tamm   |      | 10 augusti 1838 på godset Lydinge i Uppland                     | 28 maj 1886       | 6 februari 1888            | 25 juni 1925 i Stockholm                             | Opolitisk                 |                    |
|                  | Fredrik von Essen         |      | 30 juli 1831 i Hömbs socken i Tidaholms kommun i Västergötland  | 6 februari 1888   | 6 november 1894            | 3 oktober 1921 i Stockholm                           | Protektionistiska partiet | G. Bildt           |
| Åkerhielm        | Fredrik von Essen         |      | 30 juli 1831 i Hömbs socken i Tidaholms kommun i Västergötland  | 6 februari 1888   | 6 november 1894            | 3 oktober 1921 i Stockholm                           | Protektionistiska partiet |                    |
| Boström I        | Fredrik von Essen         |      | 30 juli 1831 i Hömbs socken i Tidaholms kommun i Västergötland  | 6 februari 1888   | 6 november 1894            | 3 oktober 1921 i Stockholm                           | Protektionistiska partiet |                    |
|                  | Erik Gustaf Boström       |      | 11 februari 1842 i Stockholm                                    | 6 november 1894   | 15 mars 1895               | 21 februari 1907 i Stockholm                         | Lantmannapartiet          |                    |
|                  | Claës Wersäll             |      | 17 november 1848 i Skara i Västergötland                        | 15 mars 1895      | 16 juli 1897               | 19 december 1919 i Svinnegarn i Enköping i Uppland   | Opolitisk                 |                    |
|                  | Hans Hansson Wachtmeister |      | 22 april 1851 i Förkärla i Blekinge                             | 16 juli 1897      | 5 juli 1902                | 19 april 1929 i Stockholm                            | Protektionistiska partiet |                    |
| von Otter        | Hans Hansson Wachtmeister |      | 22 april 1851 i Förkärla i Blekinge                             | 16 juli 1897      | 5 juli 1902                | 19 april 1929 i Stockholm                            | Protektionistiska partiet |                    |
|                  | Ernst Meyer               |      | 5 december 1847 i Karlshamn i Blekinge                          | 5 juli 1902       | 2 augusti 1905             | 19 januari 1925                                      | Liberala samlingspartiet  | Boström II         |
| Ramstedt         | Ernst Meyer               |      | 5 december 1847 i Karlshamn i Blekinge                          | 5 juli 1902       | 2 augusti 1905             | 19 januari 1925                                      | Liberala samlingspartiet  |                    |
|                  | Elof Biesèrt              |      | 30 september 1862 i Töcksmark i Årjäng i Värmland               | 2 augusti 1905    | 29 maj 1906                | 14 juli 1928 i Trankil i Årjäng i Värmland           | Liberala samlingspartiet  | Lundeberg          |
| Staaff I         | Elof Biesèrt              |      | 30 september 1862 i Töcksmark i Årjäng i Värmland               | 2 augusti 1905    | 29 maj 1906                | 14 juli 1928 i Trankil i Årjäng i Värmland           | Liberala samlingspartiet  |                    |
|                  | Carl Swartz               |      | 5 juni 1858 i Norrköping i Östergötland                         | 29 maj 1906       | 7 oktober 1911             | 6 november 1926 i Stockholm                          | Allmänna valmansförbundet | Lindman I          |
|                  | Theodor Adelswärd         |      | 13 oktober 1860 i Hyltinge socken i Flens kommun i Södermanland | 7 oktober 1911    | 17 februari 1914           | 29 september 1929 i Åtvidaberg i Östergötland        | Liberala samlingspartiet  | Staaff II          |
|                  | Axel Vennersten           |      | 20 januari 1863 i Borås i Västergötland                         | 17 februari 1914  | 30 mars 1917               | 22 mars 1948 i Stockholm                             | Opolitisk                 | Hammarskjöld       |
|                  | Conrad Carleson           |      | 23 augusti 1868 i Döderhult i Oskarshamn i Småland              | 30 mars 1917      | 19 oktober 1917            | 16 mars 1954                                         | Nationella partiet        | Swartz             |
|                  | Hjalmar Branting          |      | 23 november 1860 i Stockholm                                    | 19 oktober 1917   | 5 januari 1918             | 24 februari 1925 i Stockholm                         | Socialdemokraterna        | Edén               |
|                  | Fredrik Vilhelm Thorsson  |      | 30 maj 1865 i Stora Köpinge i Ystad i Skåne                     | 5 januari 1918    | 30 juni 1920               |                                                      | Socialdemokraterna        | Edén               |
| Branting I       | Fredrik Vilhelm Thorsson  |      | 30 maj 1865 i Stora Köpinge i Ystad i Skåne                     | 5 januari 1918    | 30 juni 1920               |                                                      | Socialdemokraterna        |                    |
|                  | Rickard Sandler           |      | 29 januari 1884 i Torsåker i Ångermanland                       | 30 juni 1920      | 27 oktober 1920            | 12 november 1964 i Solna församling i Uppland        | Socialdemokraterna        |                    |
|                  | Henric Tamm               |      | 31 maj 1869 i Älvkarleby socken i Örbyhus i Uppland             | 27 oktober 1920   | 23 februari 1921           | 21 maj 1936 i Stockholm                              | Opolitisk                 | De Geer d.y.       |
|                  | Jacob Beskow              |      | 13 januari 1876 i Stockholm                                     | 23 februari 1921  | 13 oktober 1921            |                                                      | Opolitisk                 | von Sydow          |
|                  | Fredrik Vilhelm Thorsson  |      |                                                                 | 13 oktober 1921   | 19 april 1923              | 1925                                                 | Socialdemokraterna        | Branting II        |
|                  | Jacob Beskow              |      |                                                                 | 19 april 1923     | 18 oktober 1924            | 28 januari 1928                                      | Nationella partiet        | Trygger            |
|                  | Fredrik Vilhelm Thorsson  |      |                                                                 | 18 oktober 1924   | 5 maj 1925 i Ystad i Skåne | 5 maj 1925 i Ystad i Skåne                           | Socialdemokraterna        | Branting III       |
| Sandler          | Fredrik Vilhelm Thorsson  |      |                                                                 | 18 oktober 1924   | 5 maj 1925 i Ystad i Skåne | 5 maj 1925 i Ystad i Skåne                           | Socialdemokraterna        |                    |
|                  | Ernst Wigforss            |      | 24 januari 1881 i Halmstad i Halland                            | 8 maj 1925        | 7 juni 1926                | 1977                                                 | Socialdemokraterna        |                    |
|                  | Carl Gustaf Ekman         |      | 6 oktober 1872 i Munktorp i Västmanland                         | 7 juni 1926       | 30 september 1926          | 15 juni 1945 i Stockholm                             | Frisinnade folkpartiet    | Ekman I            |
|                  | Ernst Lyberg              |      | 28 februari 1874 i Visby på Gotland                             | 30 september 1926 | 2 oktober 1928             | 15 augusti 1952 i Stockholm                          | Liberala samlingspartiet  | Ekman I            |
|                  | Nils Wohlin               |      | 11 juni 1881 i Stockholm                                        | 2 oktober 1928    | 10 juni 1929               | 5 mars 1948 i Stigtomta i Nyköping i Södermanland    | Allmänna valmansförbundet | Lindman II         |
|                  | Adolf Dahl                |      | 1868                                                            | 10 juni 1929      | 7 juni 1930                | 1930                                                 | Allmänna valmansförbundet | Lindman II         |
|                  | Felix Hamrin              |      | 14 januari 1875 i Mönsterås i Småland                           | 7 juni 1930       | 24 september 1932          | 27 november 1937 i Jönköping i Småland               | Frisinnade folkpartiet    | Ekman II           |
| Hamrin           | Felix Hamrin              |      | 14 januari 1875 i Mönsterås i Småland                           | 7 juni 1930       | 24 september 1932          | 27 november 1937 i Jönköping i Småland               | Frisinnade folkpartiet    |                    |
|                  | Ernst Wigforss            |      | 24 januari 1881 i Halmstad i Halland                            | 24 september 1932 | 19 juni 1936               | 2 januari 1977 i Stora Hult i Båstad i Skåne         | Socialdemokraterna        | Hansson I          |
|                  | Vilmar Ljungdahl          |      | 28 mars 1892 i Nöbbele i Småland                                | 19 juni 1936      | 28 september 1936          | 20 augusti 1963 i Stockholm                          | Bondeförbundet            | Pehrsson-Bramstorp |
|                  | Ernst Wigforss            |      | 24 januari 1881 i Halmstad i Halland                            | 28 september 1936 | 30 juni 1949               | 2 januari 1977 i Stora Hult i Båstad i Skåne         | Socialdemokraterna        | Hansson II         |
| Hansson III      | Ernst Wigforss            |      | 24 januari 1881 i Halmstad i Halland                            | 28 september 1936 | 30 juni 1949               | 2 januari 1977 i Stora Hult i Båstad i Skåne         | Socialdemokraterna        |                    |
| Hansson IV       | Ernst Wigforss            |      | 24 januari 1881 i Halmstad i Halland                            | 28 september 1936 | 30 juni 1949               | 2 januari 1977 i Stora Hult i Båstad i Skåne         | Socialdemokraterna        |                    |
| Erlander I       | Ernst Wigforss            |      | 24 januari 1881 i Halmstad i Halland                            | 28 september 1936 | 30 juni 1949               | 2 januari 1977 i Stora Hult i Båstad i Skåne         | Socialdemokraterna        |                    |
|                  | David Hall                |      | 27 februari 1898 i Sala i Västmanland                           | 1 juli 1949       | 17 oktober 1949            | 7 februari 1957 i Västerås i Västmanland             | Socialdemokraterna        |                    |
|                  | Per Edvin Sköld           |      | 25 maj 1891 i Svedala i Skåne                                   | 21 oktober 1949   | 12 september 1955          | 13 september 1972 i Norra Rörum i Höör i Skåne       | Socialdemokraterna        |                    |
| Erlander II      | Per Edvin Sköld           |      | 25 maj 1891 i Svedala i Skåne                                   | 21 oktober 1949   | 12 september 1955          | 13 september 1972 i Norra Rörum i Höör i Skåne       | Socialdemokraterna        |                    |
|                  | Gunnar Sträng             |      | 23 december 1906 i Järfälla församling i Uppland                | 12 september 1955 | 8 oktober 1976             | 7 mars 1992 i Stockholm                              | Socialdemokraterna        |                    |
| Erlander III     | Gunnar Sträng             |      | 23 december 1906 i Järfälla församling i Uppland                | 12 september 1955 | 8 oktober 1976             | 7 mars 1992 i Stockholm                              | Socialdemokraterna        |                    |
| Palme I          | Gunnar Sträng             |      | 23 december 1906 i Järfälla församling i Uppland                | 12 september 1955 | 8 oktober 1976             | 7 mars 1992 i Stockholm                              | Socialdemokraterna        |                    |
|                  | Gösta Bohman              |      | 15 januari 1911 i Stockholm                                     | 8 oktober 1976    | 24 november 1976           | 12 augusti 1997 i Stockholm                          | Moderaterna               | Fälldin I          |
| Namn             | Namn                      | Bild | Födelse                                                         | Tillträde         | Frånträde                  | Död                                                  | Politisk tillhörighet     | Regering           |

### Budgetministrar 1976–1982
| Namn        | Namn             | Bild | Födelse                                          | Tillträde        | Frånträde        | Död                         | Politisk tillhörighet | Regering  |
| ----------- | ---------------- | ---- | ------------------------------------------------ | ---------------- | ---------------- | --------------------------- | --------------------- | --------- |
|             | Ingemar Mundebo  |      | 5 oktober 1930 i Långasjö i Emmaboda i Småland   | 25 november 1976 | 31 juli 1980     | 7 september 2018 på Lidingö | Folkpartiet           | Fälldin I |
| Ullsten     | Ingemar Mundebo  |      | 5 oktober 1930 i Långasjö i Emmaboda i Småland   | 25 november 1976 | 31 juli 1980     | 7 september 2018 på Lidingö | Folkpartiet           |           |
| Fälldin II  | Ingemar Mundebo  |      | 5 oktober 1930 i Långasjö i Emmaboda i Småland   | 25 november 1976 | 31 juli 1980     | 7 september 2018 på Lidingö | Folkpartiet           |           |
|             | Rolf Wirtén      |      | 4 maj 1931 i Eskilstuna i Södermanland           | 1 augusti 1980   | 8 oktober 1982   | 19 februari 2023            | Folkpartiet           |           |
| Fälldin III | Rolf Wirtén      |      | 4 maj 1931 i Eskilstuna i Södermanland           | 1 augusti 1980   | 8 oktober 1982   | 19 februari 2023            | Folkpartiet           |           |
|             | Kjell-Olof Feldt |      | 18 augusti 1931 i Holmsund i Umeå i Västerbotten | 8 oktober 1982   | 31 december 1982 | 8 januari 2025              | Socialdemokraterna    | Palme II  |
| Namn        | Namn             | Bild | Födelse                                          | Tillträde        | Frånträde        | Död                         | Politisk tillhörighet | Regering  |

### Ekonomiministrar 1976–1982
| Namn | Namn             | Bild | Födelse | Tillträde        | Frånträde        | Död                         | Politisk tillhörighet | Regering    |
| ---- | ---------------- | ---- | ------- | ---------------- | ---------------- | --------------------------- | --------------------- | ----------- |
|      | Gösta Bohman     |      |         | 25 november 1976 | 18 oktober 1978  | 1997                        | Moderaterna           | Fälldin I   |
|      | Ingemar Mundebo  |      |         | 18 oktober 1978  | 12 oktober 1979  | 2018                        | Folkpartiet           | Ullsten     |
|      | Gösta Bohman     |      |         | 12 oktober 1979  | 5 maj 1981       | 12 augusti 1997 i Stockholm | Moderaterna           | Fälldin II  |
|      | Rolf Wirtén      |      |         | 5 maj 1981       | 8 oktober 1982   | 19 februari 2023            | Folkpartiet           | Fälldin III |
|      | Kjell-Olof Feldt |      |         | 8 oktober 1982   | 31 december 1982 | 8 januari 2025              | Socialdemokraterna    | Palme II    |
| Namn | Namn             | Bild | Födelse | Tillträde        | Frånträde        | Död                         | Politisk tillhörighet | Regering    |

### Finansministrar 1983–
| Namn       | Namn                 | Bild                                    | Födelse                                     | Tillträde        | Frånträde                   | Död                                            | Politisk tillhörighet | Regering                        |
| ---------- | -------------------- | --------------------------------------- | ------------------------------------------- | ---------------- | --------------------------- | ---------------------------------------------- | --------------------- | ------------------------------- |
|            | Kjell-Olof Feldt     |                                         |                                             | 1 januari 1983   | 15 februari 1990            | 8 januari 2025                                 | Socialdemokraterna    | Palme II                        |
| Carlsson I | Kjell-Olof Feldt     |                                         |                                             | 1 januari 1983   | 15 februari 1990            | 8 januari 2025                                 | Socialdemokraterna    |                                 |
|            | Odd Engström         |                                         | 20 september 1941 i Skillingmark i Värmland | 16 februari 1990 | 27 februari 1990            | 18 november 1998 i Saltsjöbaden i Södermanland | Socialdemokraterna    |                                 |
|            | Allan Larsson        |                                         | 3 april 1938 i Bredaryd i Värnamo i Småland | 27 februari 1990 | 4 oktober 1991              |                                                | Socialdemokraterna    | Carlsson II                     |
|            | Anne Wibble          |                                         | 13 oktober 1943 i Stockholm                 | 4 oktober 1991   | 7 oktober 1994              | 14 mars 2000 i Stockholm                       | Folkpartiet           | C. Bildt                        |
|            | Göran Persson        |                                         | 20 januari 1949 i Vingåker i Södermanland   | 7 oktober 1994   | 22 mars 1996                |                                                | Socialdemokraterna    | Carlsson III                    |
|            | Erik Åsbrink         | Erik Åsbrink med sin fru Ylva Johansson | 1 februari 1947 i Stockholm                 | 22 mars 1996     | 12 april 1999               |                                                | Socialdemokraterna    | Persson                         |
|            | Bosse Ringholm       |                                         | 18 augusti 1942 i Falköping i Västergötland | 12 april 1999    | 31 oktober 2004             |                                                | Socialdemokraterna    | Persson                         |
|            | Pär Nuder            |                                         | 27 februari 1963 i Täby i Uppland           | 1 november 2004  | 6 oktober 2006              |                                                | Socialdemokraterna    | Persson                         |
|            | Anders Borg          |                                         | 11 januari 1968 i Stockholm                 | 6 oktober 2006   | 3 oktober 2014              |                                                | Moderaterna           | Reinfeldt                       |
|            | Magdalena Andersson  |                                         | 23 januari 1967 i Uppsala                   | 3 oktober 2014   | 30 november 2021            |                                                | Socialdemokraterna    | Löfven I, Löfven II, Löfven III |
|            | Mikael Damberg       |                                         | 13 oktober 1971 i Solna                     | 30 november 2021 | 18 oktober 2022             |                                                | Socialdemokraterna    | Andersson                       |
|            | Elisabeth Svantesson |                                         | 26 oktober 1967 i Lycksele                  | 18 oktober 2022  | innehar fortfarande ämbetet |                                                | Moderaterna           | Kristersson                     |
| Namn       | Namn                 | Bild                                    | Födelse                                     | Tillträde        | Frånträde                   | Död                                            | Politisk tillhörighet | Regering                        |

## Biträdande finansministrar
När den nya författningen trädde i kraft 1974 försvann officiellt de s.k. konsultativa statsråden och ersattes av benämningen statsråd. Det eller de statsråd i finansdepartementet som inte samtidigt är departementschefer kallas inofficiellt biträdande finansminister.
Bakom titeln biträdande finansminister döljer sig flera varianter av ministertitlar, såsom löneminister, personalminister, bostadsminister, kommunminister, finansmarknadsminister, skatteminister, budgetminister etc. Gemensamt för de flesta är att de inte täcker in hela ministerns verksamhetsområden utan bara en del, oftast det dominerande ansvarsfältet. Oftast har dessa statsråd flera ansvarsområden, men bara ett i taget används av media. Till exempel löneminister när statsrådet uttalar sig om löner, kommunminister när det handlar om kommuner, och så vidare.
Den förste som utnämndes till biträdande finansminister var socialdemokraten Bertil Löfberg som 1969 blev löneminister. Dessförinnan hade bl.a. Krister Wickman varit konsultativt statsråd i finansdepartementet med ansvar för frågor som sedan kom att höra under det nyinrättade Industridepartementet.
I regeringen Löfven II innehades titeln av Per Bolund 2019–2021, som även hade titlarna finansmarknadsminister och bostadsminister. I och med regeringsombildningen 5 februari 2021 togs posten över av Åsa Lindhagen. I regeringen Kristersson innehar ingen titeln biträdande finansminister.
| Namn | Namn                 | Titel                                 | Ämbetsperiod                     | Politisk tillhörighet    |
| ---- | -------------------- | ------------------------------------- | -------------------------------- | ------------------------ |
|      | Krister Wickman      | Biträdande finansminister             | 1967–1969                        | Socialdemokraterna       |
|      | Bertil Löfberg       | Löneminister                          | 1969–1975                        | Socialdemokraterna       |
|      | Kjell-Olof Feldt     | Löneminister                          | 1975–1976                        | Socialdemokraterna       |
|      | Olof Johansson       | Löne- och personalminister            | 1976–1978                        | Centerpartiet            |
|      | Marianne Wahlberg    | Löneminister                          | 1978–1976                        | Folkpartiet              |
|      | Bengt K.Å. Johansson | Löneminister                          | 1985–1988                        | Socialdemokraterna       |
|      | Odd Engström         | Budgetminister                        | 1988–1990                        | Socialdemokraterna       |
|      | Erik Åsbrink         | Biträdande finansminister             | 1990–1991                        | Socialdemokraterna       |
|      | Bo Lundgren          | Skatteminister                        | 1991–1994                        | Moderata samlingspartiet |
|      | Thomas Östros        | Skatteminister                        | 1996–1998                        | Socialdemokraterna       |
|      | Lars Engqvist        | Kommun- och bostadsminister           | 1998                             | Socialdemokraterna       |
|      | Lars-Erik Lövdén     | Kommun- och bostadsminister           | 1998–21 oktober 2004             | Socialdemokraterna       |
|      | Gunnar Lund          | Finansmarknadsminister                | 21 oktober 2002–21 oktober 2004  | Socialdemokraterna       |
|      | Sven-Erik Österberg  | Kommun– och finansmarknadsminister    | 21 oktober 2004–6 oktober 2006   | Socialdemokraterna       |
|      | Mats Odell           | Kommun– och finansmarknadsminister    | 6 oktober 2006–5 oktober 2010    | Kristdemokraterna        |
|      | Peter Norman         | Finansmarknadsminister                | 5 oktober 2010–3 oktober 2014    | Moderata samlingspartiet |
|      | Per Bolund           | Finansmarknads- och konsumentminister | 3 oktober 2014–5 februari 2021   | Miljöpartiet             |
|      | Åsa Lindhagen        | Finansmarknadsminister                | 5 februari 2021–30 november 2021 | Miljöpartiet             |
|      | Max Elger            | Finansmarknadsminister                | 30 november 2021–18 oktober 2022 | Socialdemokraterna       |